# ГЕС Вільялькампо
ГЕС Вільялькампо (ісп. VILLALCAMPO) — гідроелектростанція на заході Іспанії. Знаходячись вище від ГЕС Кастро, є першою потужною станцією в каскаді на річці Дуеро (найбільша річка на північному заході Піренейського півострова, що впадає в Атлантичний океан вже на території Португалії).
Для роботи станції Дуеро перекрили гравітаційною греблею висотою 50 метрів та довжиною 300 метрів, на спорудження якої пішла 201 тис. м3 матеріалу. Вона утримує сховище площею поверхні 58,5 км2 та об'ємом 66 млн м3.
У 1949 році ввели в експлуатацію пригреблевий машинний зал, обладнаний трьома турбінами типу Френсіс потужністю по 32 МВт, що використовували напір у 37 метрів. В 1977-му їх доповнили третьою турбіною того ж типу номінальною потужністю 110 МВт, розташованою у новому машинному залі на правому березі Дуеро, за півкілометра від водосховища та у 2 км від греблі, якщо слідувати по течії річки, що описує тут вигнуту на південь дугу. Разом обидві черги забезпечують виробництво 744 млн кВт·год електроенергії на рік.
Зв'язок з енергосистемою відбувається по ЛЕП, що працюють під напругою 132 та 220 кВ.